# Eratoneura rangifer
Eratoneura rangifer är en insektsart som först beskrevs av Ross och Delong 1950.  Eratoneura rangifer ingår i släktet Eratoneura och familjen dvärgstritar. Inga underarter finns listade i Catalogue of Life.